# Club Bàsquet Olot
El Club Baloncesto Olot (abreviado CB Olot) es una entidad deportiva de la ciudad gerundense de Olot, en Cataluña (España), dedicada a la práctica del baloncesto.

## Historia

Escudo del club actualmente.

El Club Baloncesto Olot se funda en el año 1972, como los clubes de baloncesto de la ciudad de Olot el Centro Católico, el Orfeó Popular Olot o el SEPO.
El primer presidente del club fue Jaume Turró. La Escuela Pía de Olot cedió sus instalaciones al CB Olot para que se celebraran partidos, entrenamientos y otros actos, que se utilizaron durante 6 años jugando. La federación gerundense celebró el nacimiento del nuevo club con un torneo en las pistas de la Escuela Pía. Entre los equipos estaban el CB Blanes, el CB Adepaf de Figueres y el mismo CB Olot. El 13 de diciembre de 1997 se celebró el 25 aniversario de la fundación del club.

## Pabellón
Durante su historia, el CB Olot ha utilizado los Patios de la Escuela Pía de Olot (1972-1978) y los Pabellones Municipales de Deportes de Olot (1978-Presente), que comparte con otros clubes como el Club Patinaje Artístico Olot o el Club Patí Hockey Olot. Fueron inaugurados el año 1978 con un partido entre el FC Barcelona y una selección catalana de jugadores de primera división, la mayoría de La Penya. También, ocasionalmente, lo utilizan los Harlem Globetrotters.

## Equipos
Actualmente, el club cuenta con una veintena de equipos aproximadamente, y con una escuela de baloncesto. El primer equipo senior masculino juega en tercera catalana y el equipo femenino en primera catalana.

## Patrocinadores
El club cuenta con una quincena de patrocinadores, siendo, lo más importante, la inmobiliaria Puigsacalm, que patrocina a los dos equipos seniors, adoptando estos el nombre de CB Olot Puigsacalm.